# 2000 and One
2000 and One, geboren als Dylan Hermelijn (Amsterdam, 9 februari 1971) is een dj en producer. De naam is afkomstig van zijn voormalige pincode, twee, nul, nul, een.

## Loopbaan
Geïnspireerd door de acid house eind jaren tachtig, maakte Dylan Hermelijn op zijn zeventiende zijn eerste productie. Begin jaren negentig was hij met 2000 and One een van de eerste liveartiesten in de technoscene. Samen met zijn vriend Sandy Hüner richtte hij in 1993 het label 100% Pure op, het platenlabel dat later een basis zou vormen voor de carrière van onder anderen Orlando Voorn, Steve Rachmad en zijn eigen carrière. Eind jaren negentig hield het label korte tijd op te bestaan, omdat Hermelijn voor een zakelijke carrière koos. Geïnspireerd door de nieuwe minimalstroming, een afgeleide van de muziekstijl techno, begon hij rond 2004 weer met muziekmaken. In maart 2009 kwam zijn artiestenalbum Heritage uit op cd en vinyl.